# Theodoxus saulcyi
Theodoxus saulcyi is een slakkensoort uit de familie van de Neritidae. De wetenschappelijke naam van de soort is voor het eerst geldig gepubliceerd in 1852 door Jules René Bourguignat.